# Ruslan Abysjov
Ruslan Ibrahim oghlu Abysjov (azerbajdzjanska: Ruslan İbrahim oğlu Abışov), född 10 oktober 1987 i Baku, Azerbajdzjanska SSR, Sovjetunionen (nuvarande Azerbajdzjan), är en azerbajdzjansk fotbollsspelare (försvarare och mittfältare) som spelar för Zira.

## Namnet
På azerbajdzjanska: Ruslan İbrahim oğlu Abışov (latinska alfabetet i Azerbajdzjan); Руслан Ибраһим оғлу Абышов (kyrilliska alfabetet i Dagestan); روسلان ابراهیم اوْغلو آبیشو (arabiska alfabetet i iranska Azarbaijan), på ryska: Русла́н Ибраги́м оглы́ Абы́шов, Ruslan Ibragim ogly Abysjov (används i Azerbajdzjan); på ryska: Русла́н Ибраги́мович Абы́шов, Ruslan Ibragimovitj Abysjov (används i Dagestan).